# Nova classe média

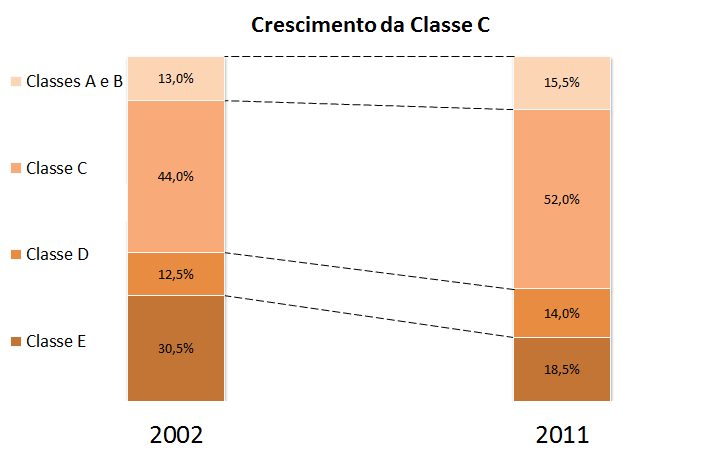
A pobreza diminuiu no Brasil de 2002 a 2011. A classe C teve aumento significativo, e seus novos integrantes constituem a "nova classe média". (Dados da Fundação Getúlio Vargas, FGV).

No Brasil, nova classe média é um termo criado por Marcelo Neri, diretor do Centro de Políticas Sociais da Fundação Getulio Vargas (FGV), que se refere à parte da população brasileira anteriormente classificada como classe de renda  D e que, na segunda metade da década de 2000, ascende à classe  de renda C.
Entre 2003 e 2008, o número de brasileiros  estatisticamente considerados como pobres se reduziu em 3 milhões. O aumento de renda dessas pessoas propiciou uma  significativa mudança no seu padrão de consumo, mediante o acréscimo de vários novos itens, especialmente  alimentos industrializados e bens duráveis. A  inclusão desse grupo na classe média, com base no recente aumento  do seu poder de compra, é contestada por alguns autores, que  apontam a insuficiência desse critério como definidor de classe social. Segundo esses críticos,  o estrato populacional de renda média não se confunde com a noção de classe média, conceito muito mais abrangente e teoricamente muito mais complexo. Assim, apesar de terem passado a consumir certos bens materiais (alimentos industrializados, roupas, aparelhos eletrônicos etc) e serviços (especialmente bancários) também consumidos pela "velha" classe média, os  recém-chegados à classe C teriam valores,  hábitos e visões de mundo parcialmente distintos daqueles atribuídos à classe média tradicional.

## Definição
A chamada nova classe média brasileira é constituída por famílias com renda per capita mensal entre 291,00 a 1.019,00 reais e representava mais de 50% da população total em 2012. Essa classificação foi feita pelo governo do Brasil em 2012, através da Secretaria de Assuntos Estratégicos (SAE).

## Significado econômico
Responsável por injetar cerca de 1,1 trilhão de reais na economia brasileira, a nova classe média tornou-se foco das empresas, que passaram a se adequar para atender a esse novo público. O consumo da nova classe média aqueceu o mercado e ajudou o Brasil a minimizar os impactos da crise internacional de 2008-2011.
Um exemplo dado pelo Instituto Data Popular sobre o consumo em supermercados revela que, em 2002, a nova classe média só consumia 28 categorias de produtos, contra 40 em 2011. Este número é praticamente o mesmo das Classes A e B.
Segundo análises da Pesquisa de Orçamentos Familiares feitas pela SAE, o segmento de renda média já representa o maior poder de consumo no Brasil, quer se tome o consumo total (a vista e financiado), quer se tome somente o consumo financiado, o que revela o amplo acesso da classe média a serviços financeiros.

## Políticas públicas específicas
Na percepção do governo brasileiro, essa importante parcela da população brasileira requer políticas públicas específicas, que impeçam o seu retorno à pobreza e ofereçam oportunidades eficazes para sua contínua progressão, tais  como qualificação profissional.
Com a finalidade de traçar a evolução socioeconômica  e o perfil da chamada nova classe média, a Secretaria de Assuntos Estratégicos da Presidência da República lançou o aplicativo Nova Classe Média em Números. Com ele, é possível fazer um diagnóstico dessa população ao longo da última década. Características pessoais, regionais, educacionais e habitacionais; participação no mercado de trabalho, composição familiar e consumo fazem parte dos indicadores que podem ser consultados na ferramenta.
Um grupo de  trabalho foi formado pela Secretaria de Assuntos Estratégicos (SAE) para trabalhar com o mapeamento dos dados estatísticos, a fim de obter uma definição de classe média empiricamente prática, com bases conceitual e metodológica sólidas, que seja capaz de identificar quem são os membros desta nova classe, avaliar seu tamanho e sua heterogeneidade. O Grupo é formado por representantes da Fundação Getúlio Vargas, do Ministério da Fazenda, do Instituto Brasileiro de Geografia e Estatística, do Ministério do Desenvolvimento Social e Combate à Fome, da Internacional Center for Inclusive Growth, do Instituto de Pesquisa Econômica Aplicada, do Instituo de Ensino e Pesquisa de São Paulo, da USP e do Instituto Data Popular, entre outros. O resultado dos debates irá orientar a SAE na formulação de uma segunda geração de políticas públicas, específicas para esse público, com a finalidade de evitar que retornem à pobreza e garantam oportunidades para seu desenvolvimento.

## Perfil
Para o sociólogo Rudá Ricci, a nova classe média apresenta diferenças importantes em relação à classe média tradicional (anterior aos anos 2000). Entre elas, está o menor capital cultural:
A nova classe média é muito distinta, em imaginário, que a classe média tradicional de nosso país. Não têm hábito de leitura e são absolutamente pragmáticos. Assim, valores universais e regras gerais são colocados sob suspeição com facilidade, a não ser que vinculadas aos valores religiosos.— O maior fenômeno sociológico do Brasil Rudá Ricci (2013)
Segundo pesquisa  do Instituto Data Popular, a nova classe média apresenta-se assim:
- Mais de 42 milhões de brasileiros ascenderam à nova classe média na última década
- Metade dos cartões de crédito pertence à nova classe média
- Renda anual dos internautas da nova classe média é de 328 bilhões de reais
- 68% dos jovens da nova classe média estudaram mais que seus pais
- 41% da renda da nova classe média vem do trabalho da mulher, contra apenas 25% da Elite
- A nova classe média representa 48% da renda nacional
- 6 a cada 10 pessoas que acessam a internet são da nova classe média
- A região sul é a que apresenta maior concentração da nova classe média, com 64% da população
- O Nordeste lidera o crescimento da nova classe média. De cada 10 pessoas que melhoraram de vida, 3 são dessa região
- O interior cresce mais que as regiões metropolitanas
- A nova classe média gasta mais com serviços. Em 2002, de cada 100,00 reais, 49,50 eram gastos em serviços. Hoje são 65,00.
- O impacto da classe C no setor aeroportuário é maior que qualquer Copa do Mundo.
- As classes A e B compram mais produtos de baixo preço do que as classes C e D.
- De cada 100,00 reais que uma família da classe A gasta, 25,00 vêm do trabalho da mulher; na classe C, esse número sobe para 41,00.
- 62% da nova classe C prefere comprar produtos brasileiros, contra 25% da elite.

## Críticas ao conceito
Diversas críticas já foram feitas ao conceito de nova classe média. Para a filósofa Marilena Chaui, a ideia se baseia em uma concepção errada do que é uma classe social. A causa de uma classe, isto é, o que a gera, é a forma da propriedade. Deste modo, no capitalismo industrial, há a classe dos proprietários (a elite) e a dos trabalhadores. Entre as duas, há uma classe que não faz parte do núcleo central do capitalismo, isto é, uma classe que não é nem dona dos meios de produção e nem trabalhadora, no sentido do capitalismo industrial. Esta é a classe média, composta de profissionais liberais, funcionários públicos, integrantes da burocracia empresarial, entre outros. Portanto, segundo essa concepção, o que houve, entre 2003 e 2011, foi um aumento da classe trabalhadora, não da classe média, a qual, inclusive, diminuiu nesse período.

## Após a crise de 2014
Depois do governo Lula, e depois de terminado o primeiro mandato de Dilma Rousseff, o país adentra um período de longa crise econômica. Entre 2014 e 2018 — aproximadamente, o período mais grave da crise —, 6 milhões de brasileiros deixaram a Classe C. Em 2014, a nova classe média representava, de acordo com Neri, 56,8% da população brasileira. Esse número passou para 53,9% em 2018. Na opinião de Neri, contudo, essa parcela da sociedade tem grande resiliência:
| “              | A nova classe média está ferida, mas não morta | ” |
| — Marcelo Neri |                                                |   |